# Conseil des prises (France)
Le Conseil des prises (ou Conseil des prises maritimes) est une juridiction française administrative spécialisée, chargée de statuer d'office sur la validité de toutes les prises maritimes en temps de guerre. Autrement dit, le Conseil statue sur la capture des navires et cargaisons appartenant aux ennemis. Cette juridiction était auparavant connue sous le nom de « Tribunal des prises ».

## Histoire

### Ancien Régime
Le Conseil des prises est créé en 1659 par Mazarin, à la demande de l'Amirauté. Il consiste alors en une commission extraordinaire de conseillers d'État et de maîtres des requêtes chargée d'assister le grand-maître de la navigation en matière de jugement des prises maritimes. L'ordonnance d'août 1681 sur la marine en réglemente le fonctionnement. À partir de 1695, l'Amiral de France le préside. Un Conseil des prises est établi à la suite de chaque déclaration de guerre : le 12 février 1719 pour la guerre déclarée au roi d'Espagne en janvier ; le 3 novembre 1733 pour celle déclarée à l'Empereur Charles VI le 10 octobre précédent ; le 22 avril 1744 pour celle déclarée au roi George II, électeur de Hanovre, le 15 mars précédent ; et le 14 juin 1756 pour celle déclarée le 9 juin 1756. Le dernier Conseil des prises de l'Ancien Régime est établi le 19 juillet 1778 pour la guerre d'Amérique ; il est supprimé le 5 avril 1788 près de quatre ans et demi après la signature du traité de paix de Versailles.

### Révolution française
À la Révolution, la loi du 14 février 1793 dissout le Conseil des prises, et attribue la connaissance des affaires de prises maritimes aux tribunaux de commerce relevant de l'ordre judiciaire. Par la loi du 18 brumaire an II (8 novembre 1793), la Convention rapporte celle du 14 février et charge le Conseil exécutif provisoire de statuer sur les prises. Par un arrêté du 4 floréal an II (23 avril 1794), le Comité de salut public décide de statuer lui-même sur les prises.

### Consulat etIerEmpire
Sous le Consulat, un arrêté du 6 germinal an VIII (27 mars 1800) rétablit un Conseil des prises, composé de neuf conseillers d'État, d'un commissaire du gouvernement et d'un secrétaire, tous nommés par le Premier consul. Redon en est le premier président pour quelques mois; Théophile Berlier lui succède pendant toute la durée de l'Empire. Relevant en appel du Conseil d'État, il s'agit de la première juridiction administrative spéciale créée en France. Il est supprimé le 9 janvier 1815.

### Depuis1854
Pendant le Second Empire, à l'occasion de la guerre de Crimée, un décret du 18 juillet 1854 rétablit le Conseil des prises.
L'actuel Conseil des prises est établi par le décret du 9 mai 1859. Un décret du 28 novembre 1861 le maintient. Il statue ainsi sur les prises effectuées lors de l'expédition du Mexique, de la guerre franco-allemande de 1870-1871 puis des expéditions d'Indochine.
Pour la Première Guerre mondiale, le Conseil des prises est mis en activité le 4 août 1914 ; il rend 302 décisions du 10 novembre 1914 au 16 novembre 1923.
Pour la Seconde Guerre mondiale, le Conseil des prises rend 228 décisions, entre le 13 mars 1940 et le 5 mars 1965.

## Nom
Le Conseil des prises est aussi connu comme le Tribunal des prises,.

## Organisation, composition et fonctionnement

### Juridiction administrative spéciale
Le Conseil des prises est une juridiction administrative spéciale,. Sa qualité de juridiction et son appartenance à l'ordre administratif résultent de sa subordination au Conseil d'État par la voie d'un recours juridictionnel : l'appel.

### Juridiction permanente
Depuis le décret du 28 novembre 1861, le Conseil des prises est une juridiction permanente,. Dès 1870, le prince de La Tour d'Auvergne, dernier ministre des Affaires étrangères de Napoléon III, en confirme la permanence dans une lettre du 31 août à Lord Lyons, ambassadeur britannique en France,.
Mais il ne siège qu'après avoir été « mis en activité » : pour reprendre la formule souvent citée de René Chapus, il s'agit d'une « juridiction à éclipses ». Le 5 mars 1965, il tient sa séance de clôture,. Il n'a plus siégé depuis.

### Juridiction unique
Le Conseil des prises est une juridiction unique.
Pendant la Seconde Guerre mondiale, par une ordonnance du 16 décembre 1943, le Comité français de libération nationale (CFLN) crée, à Alger, un autre Conseil des prises. N'ayant jamais fonctionné, une ordonnance du 29 mars 1945 le supprime.

### Composition
Le Conseil des prises se compose de sept membres, à savoir : un conseiller d'État, président, et six autres membres dont deux maîtres des requêtes au Conseil d'État. S'y ajoute un commissaire du gouvernement qui, tel un rapporteur public, rend ses conclusions sur chaque affaire mais ne prend pas part à l'élaboration de la décision.
Le Conseil des prises mis en activité pour la Seconde Guerre mondiale est présidé par Edmond Rouchon-Mazerat du 13 mars au 5 juin 1940 puis par Ernest Bonifas du 12 septembre 1941 au 3 avril 1943 et enfin par Henry Puget du 11 juin 1945 au 5 mars 1965.

### Siège et lieu des séances
Le Conseil des prises siège à Paris et tient ses séances au Palais-Royal, siège du Conseil d'État.
Après l'armistice du 22 juin 1940, il s'est transporté en zone libre à Royat puis à Vichy.

## Compétence et rôle

### Compétence matérielle
Le conseil des prises apprécie la validité des prises maritimes opérées par les autorités françaises et statue sur les demandes d'indemnité relatives aux dommages causés par un exercice irrégulier du droit de prise. Il est saisi d'office, même en l'absence de contestation. Contrairement à la plupart des juridictions de droit français, le conseil des prises statue non seulement en droit, mais aussi en équité.

### Autorité des décisions
Ses décisions sont susceptibles d'appel devant le Conseil d'État. Pourtant le Conseil d'État ne statue pas lui-même, mais propose une décision au chef de l'État. Celui-ci va alors statuer par décret, qui devient alors un acte juridictionnel insusceptible de recours. Le système de justice retenue est ainsi exceptionnellement conservé.

## Illustrations
Sous la Révolution, le célèbre corsaire Surcouf, parti en guerre sans attendre d'avoir reçu sa Lettre de Course ou Lettre de marque, s'est vu condamné par le Tribunal des Prises de l'actuelle Île Maurice, alors territoire français.

### Jurisprudence
- [CE 14 mars 1924] Conseil d'État, 14 mars 1924, Société de navigation à vapeur du Lloyd de Trieste, dans A. Panhard (réd.), R. Lagrange, L. Corneille, E. Farjon, P. Josse et V. de Marcé (collab.), Recueil des arrêts du Conseil d'État statuant au contentieux, du Tribunal des conflits, de la Cour des comptes et du Conseil des prises, 2e sér., t. 94, Paris, Sirey, 1924, 1re éd., 1 vol., 1390, 23 cm (BNF 34363060), p. 304-305.
- Direction centrale du Commissariat de la Marine (éd.), Prises maritimes : jurisprudence française de la Guerre 1939-1945 (décisions du Conseil des prises et décrets en Conseil d'État), Paris, Imprimerie nationale, 1947-1973, 3 vol. (BNF 34321238) :
  - op. cit., t. Ier : 1940-1946, 1947, 1re éd., 1 vol., XXIV-518, in-8o (OCLC 496333138, BNF 33905783, SUDOC 072164417) ;
  - op. cit., t. II : 1947-1951, 1953, 1re éd., 1 vol., 281, in-8o (OCLC 496793922, BNF 33905784, SUDOC 098327232) ;
  - op. cit., t. III : 1953-1965, 1973, 1re éd., 1 vol., XI-507, 21 cm (OCLC 867688087, BNF 35123649, SUDOC 169903095).